# Крисанто, Феликс
Феликс Крисанто Веласкес (исп. Félix Crisanto Velásquez, 9 сентября 1990) — гондурасский футболист, защитник клуба «Хенесис». Выступал за сборную Гондураса.

## Клубная карьера
В юном возрасте Феликс Крисанто отправился в Ла-Сейбу, третий по важности город Гондураса, чтобы присоединиться к одной из двух его ведущих футбольных команд: «Виктории» или «Виде». В итоге его приняла «Виктория». 4 октября 2008 года Крисанто дебютировал в её составе в официальном матче против «Олимпии», проходившем в Тегусигальпе. В конце 2012 года он впервые играл в финале чемпионата Гондураса, где его команда уступила всё той же «Олимпии».
16 июня 2015 года Феликс Крисанто перешёл в другой гондурасский клуб «Мотагуа». 28 августа того же года он забил свой первый гол в Лиге чемпионов КОНКАКАФ, открыв счёт в домашнем поединке группового этапа против никарагуанского клуба «Вальтер Ферретти».
В июле 2018 года Крисанто был арендован клубом чемпионата Мексики «Лобос БУАП» на десять месяцев с правом выкупа.

## Карьера в сборной
3 ноября 2016 года Феликс Крисанто дебютировал в составе сборной Гондураса, выйдя в основном составе в домашней товарищеской игре против команды Белиза. Он также выступал за национальную сборную в матчах Центральноамериканского кубка 2017, Золотого кубка КОНКАКАФ 2017 и отборочного турнира чемпионата мира 2018.

## Достижения
«Мотагуа»
- Чемпион Гондураса (2): Ап. 2016, Кл. 2017
- Обладатель Суперкубка Гондураса (1): 2017

 «Сборная Гондураса»
- Обладатель Центральноамериканского кубка (1): 2017